# Либийско море
Либийско море (на гръцки: Λιβυκό Πέλαγος или Livykó Pélagos, на латински: Libycum Mare) е част от Средиземно море. Това название се използва като термин от древните географи и картографи като Полибий, Страбон, Плутарх. Употребата на името продължава и до днес макар и по-рядко.
Либийско море се намира между гръцките острови Китира, Крит и Карпатос на север, а на юг достига до либийското крайбрежие в Северна Африка. С Йонийско море се свързва на северозапад, на север с Критско море, на североизток с Егейско море, а на изток с Левантийско море, част от Леванта. Най-големите градове на Либийско море са Бенгази в Либия и Йерапетра на Крит. В сравнение с Егейско море, което е осеяно с множество острови, Либийско море е смятано от моряците за отворено море.
Либийско море обхваща само няколко малки острова покрай южния бряг на Крит като всички те се намират в териториалните води на Гърция. Заради голямата си дълбочина и подводните течения, Либийско море е по-студено от останалата част от Средиземно море особено покрай критското крайбрежие.
Във водите на Либийско море все още се срещат морските костенурки карета, а из неговите острови гнездят много видове мигриращи птици.